# アルコ センチュリー・シリーズ

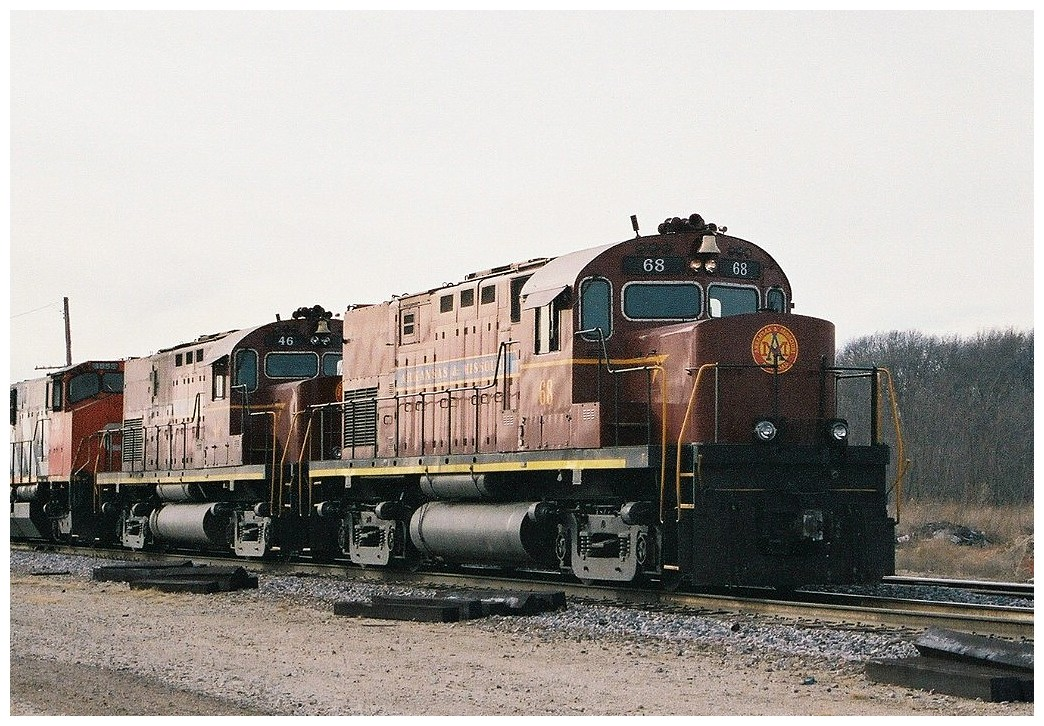
C420形ディーゼル機関車

センチュリー・シリーズ(Century Series)とは、アメリカ合衆国の機関車製造会社、アルコが1963年から製造開始した電気式ディーゼル機関車である。

## 開発の経緯
アメリカでは、1950年代末までに蒸気機関車のディーゼル化がほぼ終了しており、次に機関車製造会社がすべきことは、初期に納入したディーゼル機関車を、次なるディーゼル機関車に置き換えることを鉄道会社に勧めることであった。
その際に重要なことは、新型の機関車がいかに前の型よりも優れているかということであった。アルコをはじめとした各社は、3両で旧型の機関車5両に匹敵するほどにエンジン出力を増大し、必要な機関車の両数を削減するという販売手法に訴えた。当時、列車の編成はより重量を増しており、ひとつの列車に何両もの機関車を連結することは、機関車の故障による立ち往生の可能性も高めていた。一列車に必要な機関車の量数を削減することは、保守の面からでも有用であった。
アルコの第一世代の機関車は、GM-EMDのものほどの成功を収めなかった。安価に販売にしていたにもかかわらず、GM-EMDの貨物用機関車・Fシリーズや旅客用機関車・Eシリーズあるいはロード・スイッチャーのようにはいかなかった。信頼性の低さだけが販売不振の原因ではなかったが、アルコはそれを解決することが将来の成功につながると考えた。そして、信頼性の向上を狙ってセンチュリー・シリーズが開発された。

## 説明
まず、従来使用されていた251型ディーゼルエンジンに改良が加えられた。このエンジンはボア9インチ(228.6mm)、ストローク10.5インチ(266.7mm)、すなわち1気筒あたり10.94リットルのエンジンで、6気筒(65.64L)、12気筒(131.29L)、16気筒(175.05L)に組み合わされて使用されていたもので、信頼性を向上し、内部のストレスを減少させた。
車体の機器室は、外装を密閉して内部を与圧する方式となり、外気はフィルターを通してエンジンのコンパートメントに入り、そこから台車駆動用モーターの冷却に使用された。また、別のダクトが発電機のコンパートメントに通じ、発電機と整流器を冷却した。そこを通過した空気はエンジンルームに入って与圧し、外気や外部からの塵芥の進入を防ぎ、その後、外部に排出された。
形式名の3桁の数字は、百位が動軸数を、十位・一位がエンジン出力を馬力で表したときの千位・百位を表している。
当初は以下の3タイプの車両が用意されていた。
- C420 - 4動軸、2000馬力、131両
- C424 - 4動軸、2400馬力、190両
- C628 - 6動軸、2750馬力、186両

のちに、下記のラインナップが追加された。
- C425 - 4動軸、2500馬力、91両
- C430 - 4動軸、3000馬力、16両
- C415 - スイッチャー、4動軸、1500馬力、26両
- C630 - 6動軸、3000馬力、77両
- C636 - 6動軸、3600馬力、34両
- C855 - 8動軸、5500馬力、Aユニット2両、Bユニット1両
- DH643 - 6動軸、3400馬力、3両。液体式の試作車

アルコが機関車製造から撤退した1969年以降は、これらの機関車の製造はカナダのモントリオール・ロコモティブ・ワークス(MLW)に引き継がれ、新たな形式も加えながらしばらくの間、製造を続けた。